# Octocapitella pettiboneae
Octocapitella pettiboneae är en ringmaskart som beskrevs av Brown 1987. Octocapitella pettiboneae ingår i släktet Octocapitella och familjen Capitellidae. Inga underarter finns listade i Catalogue of Life.